# Hsinchu (xiàn)
Hsinchu of Xinzhu (Chinees: 新竹; pinyin: Xīnzhú) is een arrondissement (xiàn) in Taiwan.
Het arrondissement Hsinchu telde in 2000 bij de volkstelling 451.316 inwoners op een oppervlakte van 1428 km².